# Rivière des Îles
La rivière des Îles est un cours d'eau du territoire non organisé de la Baie-de-la-Bouteille dans la MRC de Matawinie, la région administrative de Lanaudière, et de la municipalité de Saint-Alexis-des-Monts, dans la municipalité régionale de comté (MRC) de Maskinongé, dans la région administrative de la Mauricie, au Québec, au Canada. Cette rivière coule dans la Réserve faunique Mastigouche.
Dès la seconde moitié du XIXe siècle, la foresterie a été l'activité économique prédominante dans le secteur. Au XXe siècle, les activités récréotouristiques ont été mises en valeur.

## Géographie
Longue de 30,8 km, la rivière des Îles coule surtout en milieu forestier, sauf le dernier 0,6 km qui est en zone agricole.
Parcours de la rivière à partir de la tête
La rivière des Îles débute au lac des Loups (longueur de 1,0 km ; altitude : 502 m)), lequel reçoit un ruisseau (longueur de 1,3 km) de montagnes du côté nord et la décharge du lac Coco (altitude : 502 m) du côté nord-est. Ce lac est situé dans le territoire non organisé de la Baie-de-la-Bouteille. Puis la rivière coule sur (segment de 12,4 km) :
- 3,7 km vers le sud en traversant sur 140 m le lac du Pêcheur (altitude : 481 m), vers l'ouest, vers le sud, puis vers le sud-est, jusqu'à la décharge (altitude : 397 m) des lacs Bonjour (altitude : 455 m) et Bonsoir (altitude : 486 m) ;
- 2,6 km vers l'est, jusqu'à la baie nord-ouest du Grand lac des Îles ;
- 6,1 km vers le sud-est en traversant le Grand lac des Îles (altitude : 384 m), jusqu'au barrage à l'embouchure au sud-est du lac.

Parcours de la rivière en aval du Grand lac des Îles
À partir du barrage du Grand lac des Îles, la rivière des Îles descend sur (segment de 12,5 km) :
- 220 m vers l'est, jusqu'au lac Colin (altitude : 379 m) que le courant traverse sur 0,5 km vers l'est, sur sa pleine longueur, jusqu'à son embouchure ;
- 0,6 km vers l'est (incluant la décharge de 40 m) en traversant le lac Grue (altitude : 377 m) sur sa pleine longueur, jusqu'à son embouchure. Ce lac reçoit par le sud les eaux du lac de la Grenouille (altitude : 418 m), du lac Crapaud (altitude : 422 m), du lac aux Tétards (altitude : 424 m), du lac Anis (altitude : 489 m), du lac de La Cigué (altitude : 503 m) comportant une zone marécageuse, du lac du Criquet (altitude : 543 m) et du lac Lat (altitude : 501 m).
- 0,34 km vers l'est jusqu'au lac Théodule (altitude : 370 m) que le courant traverse sur 1,4 km vers l'est sur sa pleine longueur ;
- 3,5 km vers le nord-est (dont 2,1 km où la rivière est plus large, puis 1,4 km plus étroit) jusqu'à la décharge (altitude : 360 m) du lac des Râles (altitude : 466 m), venant du nord-ouest ;
- 0,54 km vers l'est, jusqu'au lac de la Chouette (altitude : 357 m) que le courant traverse vers le sud-est sur 0,7 km soit sur sa pleine longueur ;
- 1,6 km jusqu'à la décharge du lac Moqueur (altitude : 363 m), venant du nord ;
- 0,6 km jusqu'au fond de la baie ouest du lac au Sorcier ;
- 2,5 km vers le nord-est en traversant la baie du lac au Sorcier (altitude : 344 m), en contournant la Grande Île par le nord, jusqu'au barrage à l'embouchure du lac. Cette baie est longue de 1,5 km, à partir du nord de la Grande Île ; cette dernière a 1,5 km de long et 0,9 km de largeur maximale.

Parcours en aval du lac au Sorcier
L'embouchure du lac au Sorcier est situé derrière la Grande Île dans la partie sud du lac. Cette rivière de 5,9 km de long prend sa source au pied du barrage à l'embouchure situé sur la rive est du Lac au Sorcier. Les eaux de la rivière des îles coulent sur (segment de 5,9 km) :
- 4,3 km dont sur 1,4 km vers le nord-est, puis 2,9 km vers le sud-est, jusqu'à la décharge (longue de 1,6 km, provenant du nord-ouest) du lac du Duc (altitude : 294 m) ;
- 1,6 km vers le sud-est, jusqu'à l'embouchure de la rivière des îles qui se déverse dans la rivière du Loup.

Dans ce segment de son parcours en courbe (en aval du lac au Sorcier, la rivière des Îles contourne par le côté nord une montagne dont l'altitude atteint 506 m. Du côté nord, près du lac au Sorcier, un autre sommet de montagne atteint 471 m. La rivière forme une petite vallée entre ces deux montagnes. La rivière traverse Les Six Chutes avant d'arriver au milieu de segment de parcours, puis la rivière comporte de nombreux rapides dans la seconde moitié de ce segment, avant son embouchure.

## Toponymie
La rivière des Îles est principalement alimenté par le Grand lac des Îles, d'où son nom. Le toponyme figure sur une carte datée de 1955. Jadis, ce cours d'eau était désigné ruisseau Hunter. Le toponyme « rivière des Îles » a été officialisé le 5 décembre 1968.